# Бертони, Фламинио
Фламинио Бертони (итал. Flaminio Bertoni; 10 января 1903, Варесе, Италия — 7 февраля 1964, Антони, Франция) — итальянский автомобильный дизайнер, скульптор, архитектор. Его работы отличались экстравагантностью и, по мнению многих экспертов, опережали своё время. Всемирную славу дизайнера автомобилей ему принесла разработка Citroën DS. За время работы в Citroën им были созданы такие автомобили, как Traction Avant, 2CV, H Van и Ami 6.
Был одним из номинантов на звание «Автомобильный дизайнер века».

## Биография
Фламинио Бертони родился в Варесе, небольшом городке на севере Италии. После смерти отца в 1918 году, он был вынужден прервать своё обучение в технической школе и устроиться на работу в кузовную мастерскую Маччини. Здесь проявился его интерес к автомобилям, он научился черчению а, в свободное время, занимался скульптурой. В 1923 году делегация французских инженеров посетила мастерскую, увидев эскизы Бертоне, они пригласили его набраться опыта в Париж. Вернувшись домой в 1925 году, он, некоторое время работал главным дизайнером у Ма́ккини (итал. Macchini), пока не основал собственную студию. Студия процветала, и его работы демонстрировались на выставках в Милане и Риме. В 1931 году Бертони познакомился с молодой девушкой Джованной Барчелла (итал. Giovanna Barcella) в которую тут же влюбился. Мать Бертони была против их знакомства, поэтому Бертони закрыл свою студию и вместе с Джованной уехал в Париж, где они вскоре поженились. В апреле 1932 года у них родился сын, а в июле Бертони поступил на работу в Citroën.
Вместе с Андре Лефевром (англ. André Lefèbvre) они занялись разработкой нового автомобиля. По легенде, Андре Ситроен отверг несколько предложенных вариантов и тогда, за одну ночь, без эскизов, сразу в пластилине Бертоне сделал автомобиль новой формы, который поразил всех. Округлый, лишенный боковых подножек кузов, выглядел довольно необычно на фоне угловатых автомобилей тех лет. В дизайне автомобиля Бертони попытался объединить в единое целое художественное конструирование с технологичностью и утилитарностью. Представленный в 1934 году Traction Avant был с восторгом встречен публикой. Помимо работы на Citroën, Бертони выполнял сторонние заказы, занимался скульптурой и широко выставлялся. Всё это совершенно не оставляло времени для семьи, поэтому в 1936 году Джованна забрала сына и вернулась обратно в Италию.
После вступления Италии во Вторую мировую войну, Бертони был арестован, как итальянский шпион, но освобождён немцами, занявшими Париж. В этот период он разрывался между Италией и Францией, постоянно перемещаясь то туда, то сюда. В результате, в 1940 году Бертони сильно пострадал в мотоциклетной аварии, долгое время был прикован к больничной койке и чудом не лишился левой ноги, которая навсегда стала короче правой. Находясь в больнице, он очень много рисовал и готовился к получению диплома архитектора. После освобождения Парижа союзниками, Бертони был вновь арестован, как коллаборационист, но вскоре отпущен.
В 1936 году в проектном центре Citroën занялись разработкой нового небольшого автомобиля. Бертони решил выполнить его в модном в то время угловатом стиле, принятом в авиации. После войны работы над этим проектом были продолжены. Мировая премьера «Гадкого утёнка» Citroën 2CV состоялась в 1948 году и вызвала неоднозначную реакцию публики. Но за последующие сорок лет этот автомобиль разошелся по миру в количестве более пяти миллионов штук, действительно став народным. В 1943 году Бертони познакомился примой-балериной Ла Скала Люсьен Мародон (фр. Lucienne Marodon). В 1949 году у них родился сын и в этом же году Бертони получил диплом архитектора, к которому так долго стремился. Он много занимался скульптурой, архитектурой, изобретательством, запатентовал дом оригинальной конструкции, по этому патенту 1000 домов за 100 дней было построено в Сент Луисе, США.
В 1955 году на Парижском автосалоне было представлено очередное творение Бертони — инновационный Citroën DS, который произвел настоящий фурор. Автомобиль выглядел потрясающе футуристично по сравнению с остальными машинами. Элегантный, стремительный, простой и изящный — он сразу же привлекал внимание посетителей. В 1961 году на свет появился Citroën Ami 6. Ключевой деталью его кузова был обратный наклон задних стоек крыши и стекла : как всегда у Бертони, облик автомобильчика получился весьма эксцентричным и неординарным. В этом же году он, за заслуги в области дизайна, архитектуры и скульптуры был награждён Орденом Искусств и литературы Французской республики.
Фламинио Бертони внезапно скончался в феврале 1964 года от сердечного приступа.

## Галерея
|                                       |  |                            |  |                           |  |                        |  |                      |
| Citroën Traction Avant, 1933—1934 гг. |  | Citroën 2CV, 1939—1949 гг. |  | Citroën DS, 1945—1955 гг. |  | Citroën H Van, 1947 г. |  | Citroën Ami, 1961 г. |